# Кумбаль
 Кумбаль  (исп. Cumbal) — стратовулкан, расположенный в департаменте Нариньо, Колумбия. Кумбаль считается самым южным вулканом с исторически зарегистрированной активностью в Колумбии.
Вулкан является местом крушения рейса 120, который потерпел катастрофу в одном из его холмов.